# 豊田村 (島根県)
豊田村（とよたむら）は、島根県美濃郡にあった村。現在の益田市の一部にあたる。

## 地理
高津川、匹見川の合流点右岸の平地に位置していた。

## 歴史
- 1889年（明治22年）4月1日、町村制の施行により、美濃郡横田村、安富村、梅月村、本俣賀村、左ヶ山村が合併して村制施行し、豊田村が発足[1][2]。
- 1952年（昭和27年）8月1日 - 美濃郡益田町、安田村、北仙道村、豊川村、高城村、小野村、中西村と合併し市制施行して益田市を新設して廃止された。

### 地名の由来
中世の豊田郷に由来する。

## 産業
農業、林業、製紙。

## 交通

### 鉄道
- 1923年（大正12年）- 国有鉄道山陰本線 石見横田駅開設[1]

## 教育
- 1873年（明治6年）- 横田小学校、安富小学校開校[1]。
- 1912年（明治45年）- 上記小学校を合併して豊田村小学校開校[1]。
- 1947年（昭和22年）- 豊田中学校、梅月小学校開校[1]。
- 1950年（昭和25年）- 豊田公民館開設[1]。